# Ingalls Shipbuilding
El Ingalls Shipbuilding es un astillero con asiento en Pascagoula, Misisipi, Estados Unidos; y una división de Huntington Ingalls Industries (HII). Es uno de los mayores productores de la Armada de los Estados Unidos.

## Historia

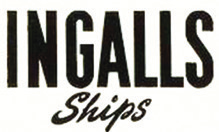
Antiguo logotipo

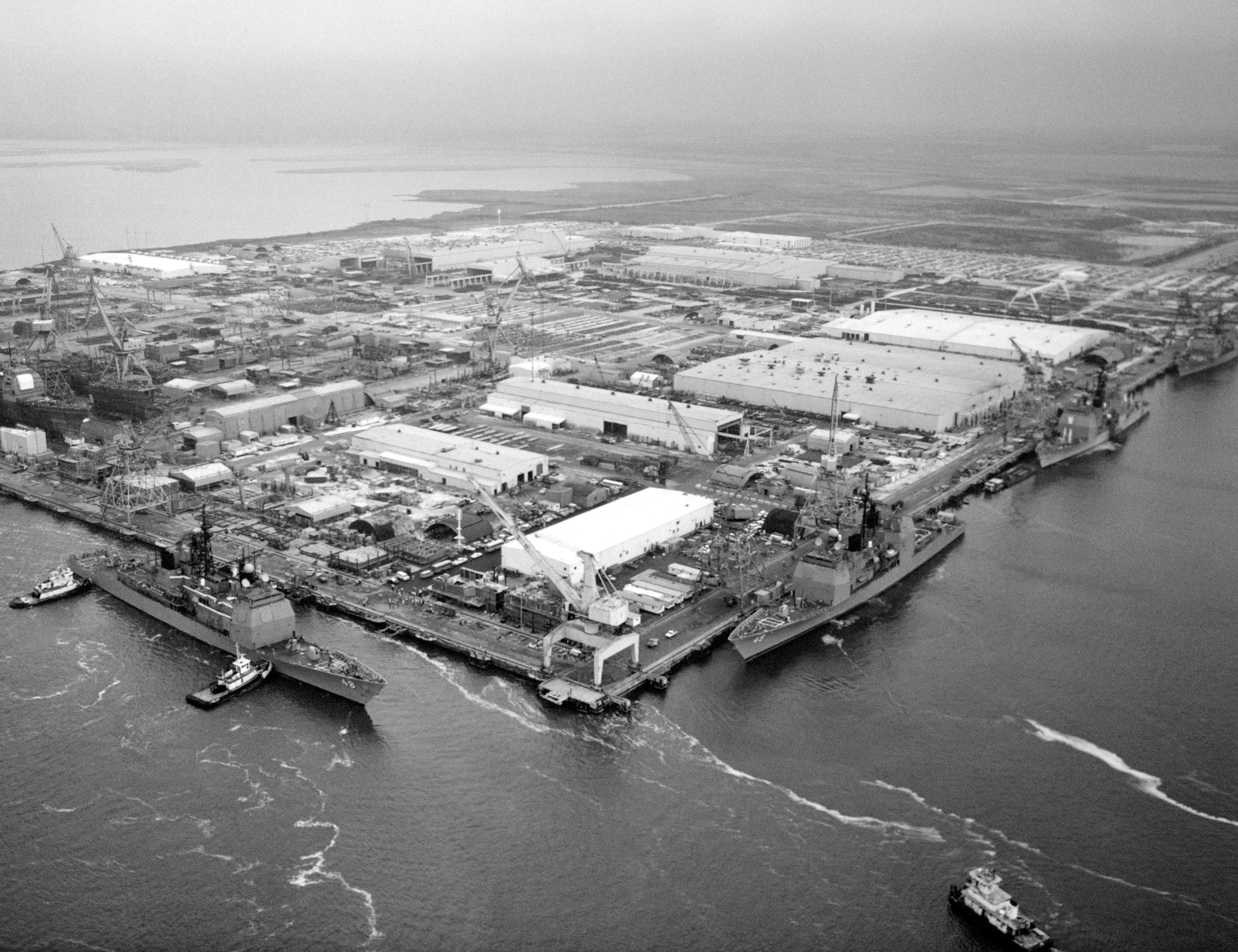
Vista aérea de Ingalls Shipbuilding en 1985

Fue fundada en 1910 como Ingalls Iron Works. Al principio contaba con una planta en Chickasaw, Alabama. En 1936 construyó un nuevo astillero en Decatur, Alabama (para naves pequeñas); y en 1938 construyó otro en Pascagoula, Misisipi (para naves grandes); y cambió su nombre a Ingalls Shipbuilding.
En 1961 fue adquirida por Litton Industries. En 2001 esta fue adquirida por Northrop Grumman. En 2011 pasó a ser una división de Huntington Ingalls Shipbuilding (HII).

## Proyectos
Actualmente Ingalls Shipbuilding está construyendo destructores de la clase Arleigh Burke y buques de asalto anfibio de la clase San Antonio, ambos para la Armada de los Estados Unidos.